# Косимбешть (комуна)
Косимбешть, Косимбешті (рум. Cosâmbești) — комуна у повіті Яломіца в Румунії. До складу комуни входять такі села (дані про населення за 2002 рік):
- Джимбешань (907 осіб)
- Косимбешть (969 осіб)

Комуна розташована на відстані 107 км на схід від Бухареста, 5 км на схід від Слобозії, 104 км на північний захід від Констанци, 106 км на південний захід від Галаца.

## Населення
За даними перепису населення 2002 року у комуні проживали 3518 осіб.
Національний склад населення комуни:
| Національність | Кількість осіб | Відсоток |
| -------------- | -------------- | -------- |
| румуни         | 3514           | 99,9%    |
| цигани         | 4              | 0,1%     |

Рідною мовою назвали:
| Мова      | Кількість осіб | Відсоток |
| --------- | -------------- | -------- |
| румунська | 3514           | 99,9%    |
| циганська | 4              | 0,1%     |

Склад населення комуни за віросповіданням:
| Релігія        | Кількість осіб | Відсоток |
| -------------- | -------------- | -------- |
| православні    | 3514           | 99,9%    |
| греко-католики | 4              | 0,1%     |